# Umaldy Theodore Waterfall
Umaldy Theodore Waterfall (* 13. August 1910 in Frederick, Oklahoma; † 27. Oktober 1971 in Stillwater, Oklahoma) war ein amerikanischer Botaniker. Sein offizielles botanisches Autorenkürzel lautet „Waterf.“.
Waterfall erhielt 1935 seinen Titel als B.Sc. von der Oklahoma A & M, studierte anschließend Botanik an der University of Oklahoma in Norman und erhielt dort zunächst 1942 seinen M.Sc.-Titel und 1956 seinen Doktortitel. Seine Doktorarbeit war eine Monographie über die Gattung der Blasenkirschen (Physalis) aus der Familie der Nachtschattengewächse.
Sein Hauptforschungsgebiet war die Flora des Bundesstaates Oklahoma, über die er mehr als 30 Artikel in wissenschaftlichen Zeitschriften veröffentlichte. Ein Teil dieser Veröffentlichungen erschien als Sammlung unter dem Titel „Studies in the Composition and Distribution of the Oklahoma Flora“. 1952 wurde „A Catalogue of the Flora of Oklahoma“ veröffentlicht, an dessen Erstellung Waterfall maßgeblich beteiligt war.
1965 erhielt er von der National Science Foundation eine Förderung, um die Gattung Physalis in Mexiko, Mittelamerika und auf den Westindischen Inseln zu erforschen. Dazu besuchte er unter anderem eine Vielzahl europäischer Herbarien, in denen er Belege der Physalis-Arten studierte. Die Ergebnisse dieser Untersuchungen wurden ab 1967 in der Zeitschrift Rhodora veröffentlicht.
In den letzten 10 Jahren seines Lebens hatte Waterfall starke gesundheitliche Probleme. Er unterzog sich während dieser Zeit fünf schweren Operationen, erlitt zwei Herzinfarkte und mehrere Anfälle schwerer Niereninfektionen. Am 27. Oktober 1971 starb er nach langer Krankheit im Stillwater Municipal Hospital.
Waterfall war seit dem 24. Juli 1935 mit La Clida Cotter verheiratet, beide hatten gemeinsam drei Kinder.

## Belege
- Jack W. Stanford: Umaldy T. Waterfall (1910–1971). In: Rhodora, Band 75, New England Botanical Club, Oxford, 1973. S. 146–149.